# Spallanzania sparipruinatus
Spallanzania sparipruinatus là một loài ruồi trong họ Tachinidae.